# Svájciak
A svájciak azon emberek megnevezése, akik Svájcban élnek. Bár svájci nép elvileg nem létezik, a Svájcban élő németek, franciák, olaszok és rétorománok svájcinak vallják magukat, a négy népcsoport tagjai között ugyanis a közös lakóhely miatt kialakult egy közös identitástudat. A svájci a jugoszláv elnevezés helyi változata.

## Népességi adatok
Svájc jelenlegi (2018) állandó lakossága 8 544 527 fő, ebből 6 396 252 fő volt svájci állampolgár.
Az állandó lakosság megoszlása 8 356 225 fő válaszadó alapján az általuk leggyakrabban használt nyelvek szerint a következő volt: 62,2%-a német, 22,9%-a francia, 8%-a olasz, 0,5%-a pedig rétoromán. 24,8%, főként a bevándorlók használnak más nyelveket, a legtöbben, 5,8% az angolt jelölték meg (mivel több nyelv is megadható volt, ezért a százalékos arányok összege nagyobb mint 100%).

### Svájci németek
A Svájcban élő német nyelven beszélők összlétszáma: 5 199 645 fő (2018).
A német nyelv hivatalos nyelv Svájcban szövetségi szinten, valamint egyedüli hivatalos nyelvként Zürich, Luzern, Uri, Schwyz, Obwalden, Nidwalden, Glarus, Zug, Solothurn, Bázel város, Bázel vidék, Schaffhausen, Appenzell Ausserrhoden, Appenzell Innerrhoden, Sankt Gallen, Aargau, Thurgau és Bern kantonokban, valamint a francia mellett Fribourg/Freiburg és Wallis/Valais kantonokban.
Az országban a németek a Schwitzerdütsch nevű nyelvváltozatot beszélik. A Schwitzerdütsch nevének fordítása kb. svájci német nyelv. Ez nem egységes nyelv, hanem egy sor különböző svájci dialektus. Nincs elfogadott írott formája, az újságok és a folyóiratok a svájci Hochdeutschot (irodalmi német nyelv) használják, ami jelentősen eltér a németországi és az osztrák irodalmi nyelvtől.

### Svájci franciák
A Svájcban élő francia nyelven beszélők összlétszáma: 1 912 135 fő (2018).
A Svájcban beszélt francia nyelv némileg különbözik a hivatalos franciaországi francia nyelvtől, azonban megegyezik a francia Felső-Szavoja (Haute-Savoie) kerület egyes részein beszélttel. A Suisse Français, azaz a svájci francia nyelv körülbelül másfél millió svájci ember anyanyelve. A Suisse Français a Svájci Konföderációban szövetségi szinten, valamint egyedüli hivatalos nyelvként Jura, Genf/Genéve, Neuchâtel és Vaud kantonokban, a német mellett pedig Fribourg/Freiburg és Wallis/Valais kantonokban hivatalos nyelv.

### Svájci olaszok
A Svájcban élő olasz nyelven beszélők összlétszáma: 672 611 fő (2018).
Az olasz nyelv Svájcban szövetségi szinten, valamint egyedüli hivatalos nyelvként Ticinoban és a német és rétoromán mellett Graubünden kantonban hivatalos.

#### Ticinese nyelvjárások
Ticino kantonban a lombard nyelv nyugati dialektusának ticinói, azaz Ticinese nyelvjárását beszélik, bár itt a hivatalos nyelv (amit a kormányzatban is használnak) az irodalmi olasz nyelv. Elsősorban az idősebbek beszélik az eredeti Ticinese nyelvet, de ennek már csak néhány beszélője akad. A Ticinese nyelv gyakorlatilag megegyezik a lombard nyelv nyugati dialektusának comói és ticinói verziójával. A lombard és olasz nyelveket beszéli minden művelt – akár más kantonbeli – svájci olasz is, persze a saját nyelvi sajátosságaik érződnek rajta.

### Svájci rétorománok
A Svájcban élő rétoromán nyelven beszélők összlétszáma: 40 175 fő (2018).
A rétorománok Graubündenben élnek. Svájc lakosságának kevesebb mint 1%-a beszéli a rétoromán nyelv graubündeni romans dialektusát. A rétoromán nyelv Svájcban szövetségi szinten, valamint a német és olasz mellett Graubünden kantonban hivatalos. Svájcban a rétoromán nyelv az egyetlen olyan nyelv, amely egyetlen kantonban sem egyedüli hivatalos nyelv.